# Chennai Open 1999
Il Chennai Open 1999 (conosciuto anche come Gold Flake Open) è stato un torneo di tennis giocato sul cemento. È stata la 4ª edizione del Chennai Open, che fa parte della categoria International Series nell'ambito dell'ATP Tour 1999. Si è giocato a Madras in India, dal 5 aprile al 12 aprile 1999.

## Campioni

### Singolare
Byron Black ha battuto in finale  Rainer Schüttler con il punteggio di 6–4, 1–6, 6–3

### Doppio
Leander Paes /  Mahesh Bhupathi hanno battuto in finale  Wayne Black /  Neville Godwin con il punteggio di 4–6, 7–5, 6–4